# Johann Agricola (Mediziner)
Johann Agricola aus Gunzenhausen, andere Namensformen: Peurle, Beuerle, Ammonius (* 1496 in Gunzenhausen; † 6. März 1570 in Ingolstadt) war ein deutscher Mediziner.

## Leben und Wirken
Agricola studierte 1506 in Ingolstadt und wurde dort, nachdem er längere Zeit auf Reisen gewesen war, Professor der griechischen Sprache. 1528 promovierte er in der medizinischen Fakultät, an der er 1531 Professor der Medizin wurde.
Agricola befand sich unter jenen namhaften philologischen Ärzten der Renaissance, die ein letztes Aufleuchten der antiken Medizin an den deutschen Universitäten herbeiführten. Er gab Übersetzungen und Kommentare zu Werken antiker Ärzte heraus und drängte die scholastischen Tradition an der medizinischen Fakultät Ingolstadt für einige Jahrzehnte zurück und ebnete damit den Weg zur Reform der Heilkunde in einer neuen Zeit.
In seinem Werk über Heilpflanzen verließ jedoch Agricola die antike Überlieferung und wandte sich der aufstrebenden, selbständigen Beobachtung der Natur zu. Von ihm stammt das erste pharmazeutische Synonymen-Lexikon.

## Ehrungen
Nach ihm benannt ist die Pflanzengattung Agricolaea Schrank 1808 (wird heute zu Clerodendrum L. gestellt) aus der Familie der Lippenblütler (Lamiaceae).

## Werke
- Herbariae Medicinae libri duo. Basel 1539, Ingolstadt 1541.
- Index copiosissimus simplicium Pharmacorum omnium a Dioscoride proditorum, secundum capita et lobros, ordine alphabeti, ohne Ort und ohne Jahresangabe.
- Scholia copiosa in therapeuticam methodum, id est, absolutissimam Claudii Galeni Pergameni curandi artem. / Authore Joan. Agricola. Cum praeliminari epistola De. Erasmi Rotero. - Augustae Vind : Uhlhardus, 1534. Digitalisierte Ausgabe der Universitäts- und Landesbibliothek Düsseldorf.